# درک پارکین
درک پارکین (انگلیسی: Derek Parkin؛ زادهٔ ۲ ژانویهٔ ۱۹۴۸) یک بازیکن فوتبال است. 